# Władysław Orlicz
Władysław Orlicz   (Okocim, 24 de maig de 1903 - Poznań, 9 d'agost de 1990) va ser un matemàtic polonès.

## Vida i Obra
El seu pare va morir quan ell només tenia quatre anys i, anys després, la família es va traslladar a Lwów (actual Lviv a Ucraïna) on ell va acabar els estudis secundaris. El 1920 va ingressar a l'Escola Politècnica de Lwów, però aviat va interrompre els estudis per participar en la guerra poloneso-soviètica al costat dels nacionalistes polonesos. En retornar, es va matricular a la universitat de Lwów, per estudiar matemàtiques amb els professors Hugo Steinhaus i Stefan Banach, entre d'altres. El 1928 va obtenir el doctorat, amb una tesi dirigida per Steinhaus.
Des de 1922 fins a 1929 va ser assistent de docència a la universitat i el curs 1929/30 va fer ampliació d'estudis a la universitat de Göttingen. El 1931 va retornar a Lwów per a ser professor de l'Escola Politècnica fins al 1937 en que va ser nomenat professor de la universitat de Poznań, on va fer la resta de la seva carrera acadèmica, excepte el període de la Segona Guerra Mundial, fins que es va jubilar oficialment el 1974, tot i que va continuar participant al seminari de matemàtiques de la universitat. A partir de 1948, va compaginar la docència amb la seva dedicació a l'Acadèmia Polonesa de les Ciències.
Les seves recerques principals van ser en els camps de l'anàlisi funcional i la topologia. Els espais d'Orlicz, una generalització natural dels espais de Lebesgue, porten el seu nom perquè va ser el primer en caracteritzar-los en la dècada dels 1930's. La fama que li va donar aquest descobriment va ser contraproduent, perquè durant l'època comunista, i quan vivia en un petit apartament com molts altres polonesos, en va sol·licitar de les autoritats un de més gran i la resposta va ser que li van denegar perquè ell ja tenis "els seus propis espais". També va fer importants aportacions en l'estudi de la convergència en els espais de Banach i va establir un teorema sobre convergència incondicional.